# اسکات پروئیت
اسکات پروئت (انگلیسی: Scott Pruitt؛ زادهٔ ۹ مهٔ ۱۹۶۸) وکیل و سیاستمدار جمهوری‌خواه آمریکایی اهل اکلاهما است که هم‌اکنون چهاردهمین مسؤول سازمان حفاظت محیط زیست آمریکا است. رئیس جمهور دونالد ترامپ، او را به این سمت معرفی کرد و مجلس سنای ایالات متحده آمریکا در EPA ۱۷ فوریه ۲۰۱۷ به او برای هدایت این سازمان رای اعتماد داد.
پروئت شهرستان‌های تالسا و وگنر را از ۱۹۹۸ تا ۲۰۰۶ در سنای اکلاهما نمایندگی می‌کرد. او در این مقام با حقوق سقط جنین و ازدواج همجنس‌گرایان، لایحه حفاظت از بیمار و مراقبت مقرون‌به‌صرفه، و مقررات زیست‌محیطی مخالفت می‌کرد و خود را از مدافعان پیشروی مخالفت با «نقشه‌های اکتیویستی ای پی ای» می‌خواند. او هنگام مبارزه برای سمت دادستانی کل اکلاهما کمک‌های مالی شایانی از شرکت‌های سوخت فسیلی دریافت کرد. او در این مقام اقلاً ۱۴ بار از سازمان حفاظت از محیط زیست ایالات متحده آمریکا در خصوص اقدامات این سازمان شکایت کرد.
او دیدگاه علمی در خصوص تغییرات اقلیمی را رد می‌کند. به عنوان مسئول ای پی ای، پروئت مقررات زیست‌محیطی متعددی را لغو کرده و در آنها تأخیر ایجاد کرده و مقررات کنونی را سهل گیرانه اعمال کرده و فعالیت سازمان در مبارزه با تغییر اقلیمی را متوقف کرده‌است.